# Црвени (хибридни) дивљи кестен
Црвени (хибридни) дивљи кестен (Aesculus × carnea) име рода добио је од латинског edere што значи јести. Пре Линеа назив је везиван за неке врсте храстова (Quercus aesculus, Qu. ballota), али је Лине дао име роду без обзира што плодови овог рода нису јестиви. Епитет врсте извеo је немачки колекционар биљака и инсеката Сајер (Karl Ludwig Philipp Zeyher, 1799-1858) од латинског carne (месо) због боје цветова, објавивши опис у Verz. Gew. Gart. Schwezingen 12, 1818. године. Aesculus × plantierensis André и Aesculus × rubicunda Loisel. су називи нерешеног статуса, па се не могу сматрати синонимима.

## Опис врсте
Листопадно дрво високо 10 до 15 m, заобљене, компактне круне, 8–10 m широке. Корен  плитак до срцаст. Кора је тамнозеленосива глатка; гранчице смеђе, голе, носе најчешће два терминална пупољка; благо смоласти пупољци крупни, одстоје.
Листови су прстасто сложени од пет или седам лиски, врло слични листовима обичног, дивљег кестена, али мањи, тамнозелени и обично са краћом дршком дугом до 23 cm. Јајастоелиптичне лиске, дуге од 8 до 15 cm, са преко 20 пари, скоро правих, бочних нерава, по ободу неправилно назубљене, таласасте. За разлику од обичног дивљег кестена, листови теже мењају боју у јесен.
Цвасти су терминалне, купасте, густе, усправне метлице, дуге 15–20 cm, многоцветне. У доњем делу цвасти су функционално женски цветови, двополни су у средини, а функционално мушки на врху, пречник упадљивих, зигоморфних цветова 2 cm. Чашица петорежњевита, цевастозвонаста, ружичаста, дуга 10–13 mm; Kруница са 4 неједнака, ружичаста до црвена, на врху заобљена листића, који су на ивици жлездасти и длакави; 2 горње латице, усправне, са жућкастим мрљама, касније црвене, дуже од бочних, дугe 2,5 cm; 2 бочнe јајастe, широкe, дугe 2 cm. Прашника 7, белих, повијених, кончастих филамената, неједнаке дужине, длакавих у основи; дужих од крунице; антере наранџасте. Надцветни синкарпни тучак састаљен од три карпеле; троок са по 2 семена заметка у окцу; стубић бео, дуг, витак, уздигнут, го; жиг тачкаст. Цвета током маја по олиставању, око 2 недеље после A. hippocastanum.
Плод је лоптаста, смеђезелена, кожаста, глатка, троока чаура, скоро без бодљи, пречника 4–5 cm са 2–3 семена. Плодови су по неколико заједно и настају од женских цветова који су у дну цвасти, па се често види сасушено вретено цвасти у делу где су били хермафродитни и мушки цветови. Чауре сазревају у септембру и октобру, отварају се локулицидално.
Семе јe полулоптастo, смеђe, глаткo, сјајнo, пречника 2,5–3,5 cm; са великим, округлим беличастим хилумом; ексалбуминско, зоохорно, отровно.
- Кора.
- Зимске гранчице са крупним пупољцима.
- Млади листови и неотворене цвасти по пролиферацији пупољака.
- Лист адаксијално и абаксијално.
- Цваст.
- Чауре у круни.
- Опали плодови и семе.
- Семе са великим хилумом.
- Цваст култивара 'Briotii'.
- Саднице Aesculus × carnea 'Briotii' у расаднику Lorenz von Ehren (Хамбург).

## Ареал
Врста је без природног ареала. О пореклу врсте не зна се ништа сигурно, али се вероватно ради о спонтаном хибриду између A. hippocastanum и A. pavia. Од  првог родитеља наследила је изглед и лист, а боју цветова и латице са жлездастим рубовима од другог. Настала је 1812. у Немачкој, а први пут је дистрибуирана око 1820. раметама произведеним окулирањем или копулирањем.

## Биоеколошке карактеристике
Спорорастућа врста са годишњим прирастом 10–30 cm. Хелиофит који расте и у слабијој сенци. Тражи доста топлоте, отпорна је на мразеве, ветар и урбана загађења ваздуха. Најбоље се развија на свежим, добро дренираним, иловастим земљиштима, али је доста флексибилна врста.
Сушење листова дивљих кестенова које изазива гљива Guignardia aesculi може бити проблем, али знатно мањи него код обичног дивљег кестена, а јавља се и пепелница и пеге по листовима у мањој мери. Смеђе ивице могу да се појаве у сушним условима или на местима изложеним ветру. Генерално, ова врста има већу отпорност на болести, а њени листови мање обраоњавају средином вегетације него што је то случај са A. hippocastanum. Лисни минер (Cameraria ohridella) који код A. hippocastanum представља доминантну штеточину, код црвеног кестена је редак.

## Примена
Као хибрид испољава хетерозис у особинама важним за општу употребу у зеленим просторима. Пружа спектакуларни ефект када је у цвету. Заслужује ширу примену у парковима, голф теренима, блоковском зеленилу и другим отвореним просторима великих површина. За дрвореде није препоручљив због плитког корена, који подиже тротоаре, и масивних плодова који могу да повреде, што је још израженији недостатак код A. hippocastanum.
У Србију је интродукован крајем XIX века али се није много проширио иако редовно и добро плодоноси. Проучавајући распрострањење егзота код нас половином XX века, Петровић наводи око 50 стабала у Београду, Аранђеловцу и на више места у Војводини. Од тада до данас број није знатно порастао иако сви предуслови за примену ове врсте у пејзажној архитектури и хортикултури постоје

## Размножавање

### Генеративно размножавање
Око 1896. неколико биљака је произведено из семена у ботаничкој башти Кју. Ово потомство није се разликовало од родитељске индивидуе нити међусобно, осим у нијанси боје цвета. Оваква униформност и плодоношење, уопште, који су неуобичајени за хибриде, објашњена је вероватном полиплоидношћу ортете (4n = 80). Све ово дозвољава да се црвени (хибридни) дивљи кестен размножава генеративно. Семе клија хипогеично одмах по сетви и нема дормантност. Сеје се на дубину од 5–8 cm; ако се сеје у јесен мора да се заштити од глодара, а за пролећну сетву мора да се током зиме чува у влажним условима и температури блиској 0oC јер је рекалцитрантно.

### Вегетативно размножавање
Аутовегетативне методе се не примењују због слабог ожиљавања, па се у пракси најчешће калеми. Користи се крстасто окулирање, због крупног пупољка, или Форкертова метода на отвореном у јулу-августу. При неуспеху окулирања у производњи култивара дрворедних садница изводи се обично или бочно спајање на подлоге 1,8 m од земље. За спајање ниско на подлози користе се 2-3 годишње саднице, а за калемљење у круни, старије. Калеми се на подлоге Aesculus × carnea, A. indica и A. hippocastanum; прве две подлоге су боље, јер A. hippocastanum често прераста преко племке. Копулирање се изводи јануара-фебруара у стакленику на подлоге са голим кореном или у посудама.

## Унутарврсни таксони
- 'Briotii' најпознатија и најшире гајена селекција настала из семена стабла раслог у Тријанону 1858; практично је идентичан типу, осим што има веће и интензивније обојене цвасти.
- 'Aureomarginata' клон са жутом маргином листова.
- 'Foliis Marginatis' панаширана сорта са тамнозеленим обрубом листа, неправилном жутом траком и бледозеленим центром.
- 'Fort McNair' америчка селекција са ружичастим цветовима, сматра се мање осетљивим на сушење листова дивљих кестенова (Guignardia aesculi).
- 'Plantierensis' је стерилни клон који неки сматрају клоном Aesculus × carnea, а други повратним хибридом A. hippocastanum × A. × carnea.

Описана је и вртна сорта са висећим гранама, али ова карактеристика је у одређеној мери уобичајена код већине старих стабала.